# Ektara
Ektara è uno strumento musicale tipico del subcontinente indiano, che veniva usato anche dagli eschimesi. È composto da una sola corda collegata ad un bastone (generalmente di bambù) e ad una cassa di risonanza (generalmente una zucca).